# Coccodiella capparis
Coccodiella capparis är en svampart som först beskrevs av Mundk. & S. Ahmad, och fick sitt nu gällande namn av I. Hino & Katum. 1968. Coccodiella capparis ingår i släktet Coccodiella och familjen Phyllachoraceae.   Inga underarter finns listade i Catalogue of Life.